# ان‌جی‌سی ۱۴۴
ان‌جی‌سی ۱۴۴ (انگلیسی: NGC 144) نام یک کهکشان مارپیچی است.